# San Pedro de González
San Pedro de González är en ort i Mexiko.   Den ligger i kommunen Doctor Arroyo och delstaten Nuevo León, i den centrala delen av landet, 500 km norr om huvudstaden Mexico City. San Pedro de González ligger 1 869 meter över havet och antalet invånare är 448.
Terrängen runt San Pedro de González är huvudsakligen kuperad, men åt nordost är den platt. Runt San Pedro de González är det mycket glesbefolkat, med 5 invånare per kvadratkilometer. Närmaste större samhälle är Doctor Arroyo, 18,1 km söder om San Pedro de González. Omgivningarna runt San Pedro de González är i huvudsak ett öppet busklandskap.